# Юліан Теодосіу
Юліан Теодосіу (30 вересня 1994 , Слобозія ) — румунський фехтувальник на шаблях, призер чемпіонатів світу та Європи.

## Виступи на Олімпіадах
| Олімпіада  | Дисципліна          | Місце |
| ---------- | ------------------- | ----- |
| Токіо 2020 | індивідуальна шабля | 16    |